# Школице (роман)
Роман Школице (шп. Rayuela) написао је аргентински писац Хулио Кортасар. Оригинално дело писано је на шпанском језику и објављено 1963. Овај роман један је од ретких романа са особином да се не мора читати од прве до последње главе, већ редоследом читања поглавља који писац на почетку романа препоручује.

## Пишчево упутство за читањеи структура дела
Роман је написан у 155 поглавља који су груписани у засебне целине. Првих 36 поглавља спада у целину под називом Са ове стране. Следећих 20 поглавља припада целини са називом Са оне стране, а последњих 99 поглавља образује целину Са разних страна.

## Радња романа

#### Са ове стране
Роман почиње Орасијевом потрагом у Паризу за Магом, која је нестала. Касније се враћа у Буенос Ајрес, застајући успут у Монтевидеу, Магином родном граду. 
Присећа се Маге, њеног живота, каква је била, прича о њој и опису је је кроз разне догађаје које памти. Прича о њеној доброти и наивности, томе колико га је волела. Говори нам и о беби коју је имала, а није умела да се брине о њој, упркос свој тој љубави коју је осећала према свом детету. Дете умире и тада Мага одлази без трага. Орасијев лик нам је све време приказан као веома хладан и не тако емпатичан према Маги. Сазнајемо и за Полу, која је Орасијева љубавница. О њој говори све најлепше, али тек толико да нам ода њихов однос који је само физички. 
Тек након Магиног одласка, он почиње да увиђа колико је воли и кроз читав роман се труди да је пронађе.

#### Са оне стране
У Аргентини се сусреће са својим старим пријатељем, циркузантом Манолом Травелером и његовом женом Талитом. Убрзо се, са својом девојком Гекрептен смешта у хотел где одседају Талита и Травелер. Након неког времена, Орасио се придружује циркусу и њих троје почињу да проводе време заједно. Тај њихов однос почиње да ремети брак Талите и Травелера и почиње да се осећа тензија између Талите и Орасија, што ће касније, када се сви заједно запосле у менталној болници кулминирати и пољупцем. Током читавог тока њиховог односа, Орасио Талиту пореди са Магом, тако да и пољубац који размене Орасио посматра као пољубац са Магом. То почиње оног тренутка када Орасио види кроз прозор Талиту, која прескаче школице (дечја игра, кредом исцртана нумерисана поља по којима се скакуће), што би Мага урадила кад год би видела школице.
На крају последњег поглавља ове целине, Орасио скаче са прозора болнице и пада право на школице.

#### Са разних страна
Ова целина не спада у радњу романа, али нам може помоћи да растумачимо одређене нејасноће или претпоставке. У питању су филозофска размишљања Морелија, човека ког је Орасио упознао у Паризу. Критичари сматрају да је Морели у овом роману заправо сам писац — Хулио Кортасар.

## Симболика насловаШколице
Наслов Школице може имати више тумачења. Једно од њих је управо начин читања, односно структура романа. Због оваквог начина и завршетка романа, који нас наводи да се читањем вртимо у круг, роман је првобитно требало да се зове Мандала. Друго тумачење је због школица, које описују двоје протагониста и њихове детињасте карактере. Такође, постоји тумачење да су школице алузија на живот, где од почетка играња стремимо ка небу (последње поље школица).